# Praxe

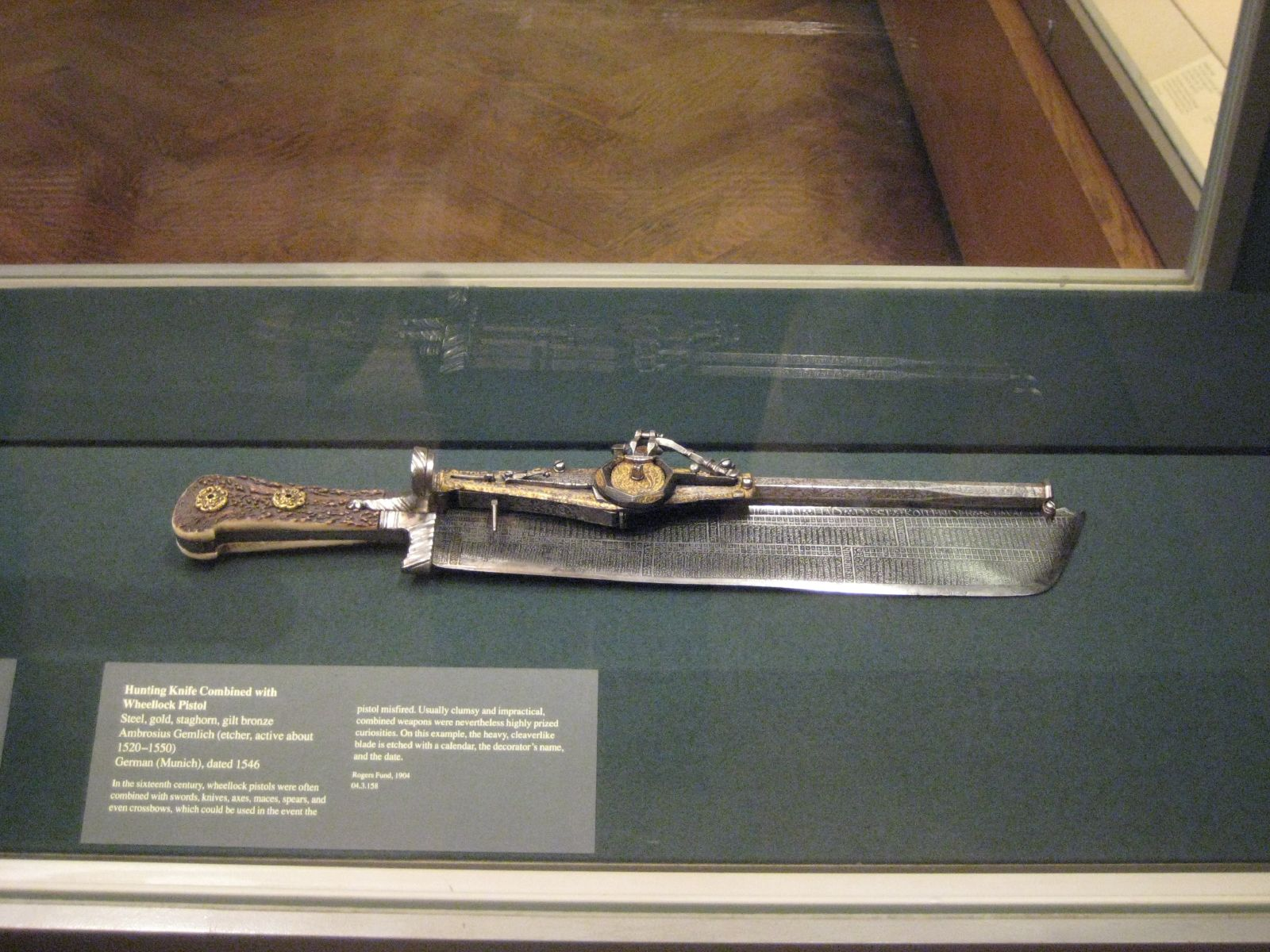
Praxe con pistola

Il praxe è un coltello storico chiamato in gergo da caccia tedesco.

## Descrizione
Il praxe è lungo e largo con lama anche di 40 cm e altezza 10 cm, usato per tagliare grossi pezzi di carne. Il praxe non ha punta, è solo strumento di taglio. Può essere usato come coltello da fascina.